# Jay Chandrasekhar
Jayanth Jambulingam Chandrasekhar (* 9. April 1968 in Chicago, Illinois) ist ein US-amerikanischer Schauspieler, Komiker, Drehbuchautor, Regisseur und Mitglied der Comedy-Gruppe Broken Lizard.

## Leben
Chandrasekhar ist Sohn zweier Ärzte tamilischer Herkunft, die beide aus dem indischen Bundesstaat Tamil Nadu stammen.
Er ging an der Lake Forest Academy zur Schule und machte seinen Abschluss an der Colgate University, wo er zusammen mit anderen späteren Broken-Lizard-Mitgliedern Teil der Comedy-Truppe Charred Goosebeak war.
Er war ein Mitglied der Beta-Theta-Pi-Studentenverbindung.
Chandrasekhar ist bekannt für seine Regie von Ein Duke kommt selten allein sowie für die Broken-Lizard-Filme Super Troopers, Club Mad und Bierfest. Er trat ebenso auf als Taxi-Fahrer des „Terror-Taxis“ in dem Film Jackass: Nummer Zwei. Für seine Regie von Ein Duke kommt selten allein bekam er die Goldene Himbeere 2006 verliehen.
Er ist der Cousin des Schauspielers Sendhil Ramamurthy, der die Rolle des Mohinder Suresh in der Fernsehserie Heroes verkörpert.
Er wohnt derzeit in Mahopac, New York.

## Filmografie
- 1996: Puddle Cruiser – Regie, Drehbuch (im Team)
- 2001: Super Troopers – Die Superbullen (Super Troopers) – Regie, Drehbuch (im Team)
- 2004: Club Mad – Regie, Drehbuch (im Team)
- 2005: Ein Duke kommt selten allein (The Dukes of Hazzard)
- 2006: Jackass: Number Two
- 2006: Bierfest (Beerfest) – Regie, Drehbuch (im Team)
- 2009: Trauzeuge gesucht! (I Love You, Man)
- 2009: The Slammin’ Salmon – Drehbuch (im Team)
- 2009: The 2 Bobs – Spam King
- 2012: The Babymakers – Regie
- 2013: Nennt mich verrückt! (Call Me Crazy: A Five Film, Fernsehfilm)
- 2014: Brooklyn Nine-Nine (Fernsehserie, Folge 5x16)
- 2018: Super Troopers 2
- 2021: Resident Alien (Fernsehserie) – Regie, 2 Folgen
- 2021: Plan B
- 2022: Easter Sunday